# Collemiers
Collemiers ist eine französische Gemeinde mit 661 Einwohnern (Stand: 1. Januar 2022) im Département Yonne in der Region Bourgogne-Franche-Comté. Paron gehört zum Arrondissement Sens und zum Kanton Gâtinais en Bourgogne. Die Einwohner werden Martinots genannt.

## Geographie
Collemiers liegt etwa vier Kilometer südwestlich des Stadtzentrums von Sens. Umgeben wird Collemiers von den Nachbargemeinden Paron im Norden, Gron im Osten, Égriselles-le-Bocage und Cornant im Süden und Südwesten, Villeneuve-la-Dondagre im Südwesten sowie Subligny im Westen und Nordwesten.

## Bevölkerungsentwicklung
| Jahr                      | 1881 | 1962 | 1968 | 1975 | 1982 | 1990 | 1999 | 2006 | 2013 |
| Einwohner                 | 466  | 285  | 286  | 298  | 349  | 476  | 522  | 554  | 588  |
| Quelle: Cassini und INSEE |      |      |      |      |      |      |      |      |      |

## Sehenswürdigkeiten

Kirche Saint-Martin

- Kirche Saint-Martin